# La vida es un sueño
La Vida es un Sueño (Música de la serie de Disney Channel)  é a terceira trilha sonora da novela argentina Soy Luna. O CD foi lançado no dia 3 de março de 2017 na América Latina. Produzido pela Walt Disney Records e distribuído pela Universal Music Latin
O álbum também foi publicado na página oficial da Disney pelo YouTube, e também pelo site de músicas Vevo.
No dia 06 de abril o álbum entrou para pré-venda no Brasil. O disco foi lançado no Brasil no dia 19 de abril.

## Canções
Siempre Juntos - A música que inicia o primeiro disco, também encerra o segundo disco. A versão do disco 1 é interpretada pela protagonista da história, Karol Sevilla, e a do disco 2 interpretada por todo o elenco. A canção fala sobre a amizade entre os protagonistas. A canção apareceu no trailer da segunda temporada da telenovela, e teve seu lyric-vídeo lançado no dia 14 de fevereiro. A música foi a primeira divulgada durante a segunda temporada. Apesar de ser a canção principal da segunda temporada, a música não foi lançada como single. A canção encerra a turnê Soy Luna en concierto.
Alzo Mi Bandera - A faixa número 2 do primeiro disco é interpretada pela banda fictícia da telenovela, a "Roller Band". A canção é interpretada por Michael Ronda, Gastón Vietto e por Lionel Ferro. É a primeira das três canções da banda no álbum. Assim como "Siempre Juntos", a música foi divulgada no trailer da segunda temporada, e foi apresentada duas vezes durante o capítulo 1 da temporada 2.
La Vida es un Sueño - A faixa-título está presente no primeiro disco, e é interpretada por Karol Sevilla. Apesar de ser o título do álbum, a música não foi lançada como single. A canção marca uma fase importante na novela: quando a protagonista descobre a sua verdadeira identidade. Assim como muitas músicas do álbum, ela está presente na turnê Soy Luna en concierto.
Fush, ¡Te Vas! - A quarta faixa do primeiro disco, é a primeira música solo de Katja Martínez. A canção tem um ritmo diferente das demais, e inclui trechos robóticos. A canção fala sobre uma garota, no qual a personagem da interprete não gosta. A música inclui trechos em inglês. Foi apresentada na novela durante o quinto capítulo da temporada 2. Assim como outras, está presente na turnê Soy Luna en concierto.
¿Cómo Me Ves? - Quinta canção do disco 1, é interpretada pela antagonista Valentina Zenere. A canção fala sobre como as outras pessoas veem a personagem de Valentina. Essa é a primeira das duas canções que Valentina interpreta no álbum. Foi apresentada na novela durante o capítulo 6 da segunda temporada.
Mitad y Mitad - Sexta canção do primeiro disco, é o primeiro dueto do álbum. Interpretada por Agustín Bernasconi e por Carolina Kopelioff. A música fala sobre o amor do casal interprete da música. Assim como as demais do disco, a canção está presente na primeira fase da turnê Soy Luna en concierto.
Valiente - Sétima canção do disco, a canção também está nos primeiros CDs da novela. É a primeira música grupal do primeiro disco. Diferente da versão solo da primeira temporada, a música é interpretada por todo o elenco e conta com um solo inédito de Jorge López. Também conta com um ritmo diferente da primeira versão da música. A música foi a primeira do disco a ser apresentada para o público, a primeira vez que o elenco divulgou a música foi no programa "Susana Giménez". A canção é uma das últimas apresentadas na turnê Soy Luna en concierto.
Honey Funny - Oitava canção do primeiro disco, é interpretada por Chiara Parravicini, Ana Jara e Jorge López. Assim como outras, a canção tem um ritmo diferente, com mistura de hip hop e funk. Foi apresentada durante o capítulo 20 da segunda temporada. É a primeira canção oficial que o trio canta na novela. Conta com trechos em inglês.
Linda - Nona canção do álbum, é interpretada por Lionel Ferro, Gastón Vietto e por Michael Ronda, sendo a segunda canção da banda "Roller Band". A música foi o segundo lyric-vídeo do álbum. Está presente na turnê Soy Luna en concierto, onde conta com a participação de Ruggero Pasquarelli.
Cuenta Conmigo - Música número 10 do primeiro disco. É a segunda música interpretada por todo o elenco da telenovela. A canção serviu como tema da primeira competição de patinação da segunda temporada.
Vives en Mí - A faixa 11 do CD 1 é o segundo dueto do disco. Interpretada por Karol Sevilla e Ruggero Pasquarelli, a música ganhou um videoclipe oficial durante a segunda temporada. A canção também tem uma versão acústica, que foi apresentada na telenovela durante o décimo capítulo da temporada 2.
I've Got a Feeling - Décima-segunda música do primeiro disco, a canção é interpretada por parte do elenco. A música inclui trechos em inglês, assim como outras do álbum.
Princesa - A faixa número 13 é a última do disco 1, sendo a primeira de 3 canções solos de Ruggero Pasquarelli. A música possui um videoclipe oficial, que foi apresentado durante a segunda temporada.
Footloose - Primeira música do segundo disco, é uma regravação do famoso filme dos anos 80, Footloose. A música é a primeira da telenovela com toda a letra em inglês. É terceira música grupal do álbum, e a primeira do disco 2. A canção contou com um videoclipe para marcar o final da segunda temporada
Sólo para Ti - Segunda música do disco 2, é também a segunda música solo de Karol Sevilla no álbum. A canção fala sobre o amor que a protagonista sente por uma pessoa. Assim como outras do disco, a música foi apresentada na novela com um videoclipe no capítulo 67. A canção não estava na turnê Soy Luna en concierto, mas foi adicionada na Soy Luna Live
Catch Me If You Can - Faixa número 3 do segundo disco, é a segunda música solo de Valentina Zenere. A canção é a segunda com a letra em inglês. Foi uma das novas canções adicionada na turnê Soy Luna Live
Pienso - Música número 4 do disco 2, é a terceira e última música da banda "Roller Band". Interpretada por Gastón Vietto, Michael Ronda e Lionel Ferro. A canção foi apresentada na novela durante o penúltimo capítulo da primeira parte da segunda temporada. Na versão da telenovela, a canção contou com a participação da atriz e cantora argentina Candelaria Molfese.
Andaremos - Terceiro dueto do álbum, a faixa 5 do disco 2 é interpretada por Michael Ronda e por Karol Sevilla. Marca a chegada de Luna e Simón em Cancún.  Assim como outras, a música traz um estilo diferente, com um ritmo reggaeton.
Allá Voy - Canção número 6 do segundo disco. A música foi escrita e interpretada por Ruggero Pasquarelli, que além destas, interpreta mais duas músicas nos dois discos. A canção foi a última divulgada na primeira parte da segunda temporada. Foi a última canção adicionada na turnê de 2018 Soy Luna Live
No Te Pido Mucho - Sétima música do segundo disco, é a última das três canções solo de Karol Sevilla. A música ganhou um momento musical durante a segunda temporada.
Stranger - Faixa número 8 do segundo disco, a música é a última solo de Ruggero Pasquarelli. É a terceira das quatro músicas em inglês deste álbum.
Aquí Estoy - Nona música do disco 2, é o quarto e último dueto do álbum. Interpretada por Ruggero Pasquarelli e por Agustín Bernasconi. Esteve presente na primeira fase da turnê Soy Luna en concierto.
Yes, I Do - Décima música do CD 2, é interpretada por Chiara Parravacini. É a última música em inglês do álbum, e é uma regravação da banda brasileira College 11.
Yo Quisiera - Canção número 11 do segundo disco, é a última música solo do disco, sendo interpretada por Michael Ronda. Também é a última regravação, sendo original da banda mexicana Reik. Está presente na turnê Soy Luna en concierto.

## Lançamento
No dia 27 de fevereiro, o aplicativo Claro Músicas disponibilizou para os usuários trechos de 30 segundos de cada música. Dias depois foi anunciada a data de lançamento, isso só está disponível no México.
Os países da América Latina foram os únicos que receberam a edição com 2 discos. Na Europa e em outros países, os discos foram lançados separados, o primeiro com o título "Soy Luna (Season 2) - La Vida es un Sueño 1", e o segundo com o título "Soy Luna (Season 2) - La Vida es un Sueño 2".

## Lyrics
Antes do álbum ser lançado, foram publicados lyrics-videos (vídeo-letra) de duas músicas deste álbum, Siempre Juntos (lançado no dia 14 de fevereiro) e Linda (no dia 23 de fevereiro). Os lyrics foram publicados no YouTube e no site Vevo. No dia 16 de março foi lançado o terceiro lyric-vídeo, da música Vives en Mí.
| Música         | Intérprete(s)                                  | Lançamento              |
| -------------- | ---------------------------------------------- | ----------------------- |
| Siempre Juntos | • Karol Sevilla                                | 14 de fevereiro de 2017 |
| Linda          | • Michael Ronda • Lionel Ferro • Gastón Vietto | 23 de fevereiro de 2017 |
| Vives en Mí    | • Karol Sevilla • Ruggero Pasquarelli          | 16 de março de 2017     |

## Videoclipes
Os videoclipes são as músicas que foram apresentadas na novela. Todos os videoclipes são publicados no canal oficial do Disney Channel Vevo e no site de músicas Vevo.
| Música                                          | Intérprete(s) | Lançamento             |
| ----------------------------------------------- | --- | ---------------------- |
| Siempre Juntos (Sueño)                          | • Karol Sevilla | 16 de abril de 2017    |
| Alzo Mi Bandera (Loft)                          | • Michael Ronda • Lionel Ferro • Gastón Vietto                                                                               | 16 de abril de 2017    |
| Alzo Mi Bandera (Vidia)                         | • Michael Ronda • Karol Sevilla • Lionel Ferro • Gastón Vietto                                                               | 16 de abril de 2017    |
| Fush, ¡Te Vas! (Open Music #1)                  | • Katja Martínez | 20 de abril de 2017    |
| La Vida es un Sueño (Open Music #1)             | • Karol Sevilla | 20 de abril de 2017    |
| ¿Cómo Me Ves? (Open Music #1)                   | • Valentina Zenere | 23 de abril de 2017    |
| Mitad y Mitad (Open Music #1)                   | • Agustín Bernasconi • Carolina Kopelioff                                                                                    | 23 de abril de 2017    |
| Alzo Mi Bandera (Fiesta de Disfraces)           | • Michael Ronda • Lionel Ferro • Gastón Vietto                                                                               | 27 de abril de 2017    |
| Vives en Mí (Fiesta de Disfraces)               | • Karol Sevilla • Ruggero Pasquarelli                                                                                        | 27 de abril de 2017    |
| Vives en Mí (Luna y Matteo)                     | • Karol Sevilla • Ruggero Pasquarelli                                                                                        | 2 de maio de 2017      |
| Aquí Estoy (Open Music despedida)               | • Agustín Bernasconi • Ruggero Pasquarelli                                                                                   | 11 de maio de 2017     |
| Valiente (Open Music despedida)                 | • Elenco de Soy Luna | 11 de maio de 2017     |
| Honey Funny (Open Music despedida)              | • Chiara Parravicini • Ana Jara • Jorge López                                                                                | 11 de maio de 2017     |
| Siempre Juntos (ensayo)                         | • Karol Sevilla • Michael Ronda • Ruggero Pasquarelli • Chiara Parravicini • Ana Jara • Agustín Bernasconi • Katja Martínez  | 18 de maio de 2017     |
| No Te Pido Mucho (Luna)                         | • Karol Sevilla | 24 de maio de 2017     |
| Princesa                                        | • Ruggero Pasquarelli | 7 de junho de 2017     |
| Yes, I Do (Open Music)                          | • Chiara Parravicini | 10 de agosto de 2017   |
| Linda (Open Music)                              | • Lionel Ferro | 10 de agosto de 2017   |
| Catch Me If You Can (Open Music)                | • Valentina Zenere | 13 de agosto de 2017   |
| Stranger (Open Music)                           | • Ruggero Pasquarelli | 18 de agosto de 2017   |
| ¿Cómo Me Ves? (Roller Jam Gala)                 | • Valentina Zenere • Michael Ronda                                                                                           | 20 de agosto de 2017   |
| I've Got a Feeling (Competencia)                | • Karol Sevilla • Michael Ronda • Ruggero Pasquarelli • Valentina Zenere • Gastón Vietto • Lionel Ferro • Chiara Parravicini | 1 de setembro de 2017  |
| Sólo para Ti (Momento Musical)                  | • Karol Sevilla | 11 de setembro de 2017 |
| Andaremos                                       | • Karol Sevilla • Michael Ronda                                                                                              | 27 de setembro de 2017 |
| ¿Cómo Me Ves? (Sliders en la competencia final) | • Valentina Zenere • Giovanna Reynaud                                                                                        | 28 de setembro de 2017 |
| Footloose                                       | • Elenco de Soy Luna | 29 de setembro de 2017 |

## Faixas

### Edição para América Latina[3]

#### Disco 1
| N.º | Título | Compositor(es)                                                                    | Duração |  |
| 1.  | "Siempre Juntos" (Karol Sevilla) | Maria Florencia Ciarlo Federico San Milan Eduardo Emilio Frigeiro                 | 4:17    |  |
| 2.  | "Alzo Mi Bandera" (Michael Ronda, Gastón Vietto & Lionel Ferro) | Maria Florencia Ciarlo Federico San Milan Eduardo Emilio Frigeiro                 | 2:58    |  |
| 3.  | "La Vida es un Sueño" (Karol Sevilla) | Maria Florencia Ciarlo Federico San Milan Eduardo Emilio Frigeiro                 | 3:27    |  |
| 4.  | "Fush, ¡Te Vas!" (Katja Martínez) | Maria Florencia Ciarlo Federico San Milan Eduardo Emilio Frigeiro                 | 3:09    |  |
| 5.  | "¿Cómo Me Ves?" (Valentina Zenere) | Federico Agustin Vilas • Mauro Bruno Franceschini Campo                           | 2:02    |  |
| 6.  | "Mitad y Mitad" (Agustín Bernasconi & Carolina Kopelioff) | Maria Florencia Ciarlo Federico San Milan Eduardo Emilio Frigeiro                 | 2:50    |  |
| 7.  | "Valiente" (Karol Sevilla, Ruggero Pasquarelli, Michael Ronda, Valentina Zenere, Carolina Kopelioff, Agustín Bernasconi, Malena Ratner, Katja Martínez, Chiara Parravicini, Ana Jara, Lionel Ferro, Gastón Vietto & Jorge López)       | Federico Agustin Vilas • Mauro Bruno Franceschini Campo                           | 3:08    |  |
| 8.  | "Honey Funny" (Chiara Parravicini, Ana Jara & Jorge López) | Federico Agustin Vilas • Mauro Bruno Franceschini Campo                           | 2:27    |  |
| 9.  | "Linda" (Lionel Ferro, Michael Ronda & Gastón Vietto) | Maria Florencia Ciarlo Federico San Milan Eduardo Emilio Frigeiro                 | 3:43    |  |
| 10. | "Cuenta Conmigo" (Karol Sevilla, Ruggero Pasquarelli, Michael Ronda, Lionel Ferro, Gastón Vietto, Agustín Bernasconi, Carolina Kopelioff, Valentina Zenere, Katja Martínez, Chiara Parravicini, Ana Jara, Jorge Lopéz & Malena Ratner) | Maria Florencia Ciarlo Federico San Milan Eduardo Emilio Frigeiro                 | 3:31    |  |
| 11. | "Vives en Mí" (Karol Sevilla & Ruggero Pasquarelli) | Federico Agustin Vilas • Mauro Bruno Franceschini Campo                           | 2:55    |  |
| 12. | "I've Got a Feeling" (Karol Sevilla, Chiarra Parravicini, Valentina Zenere, Ruggero Pasquarelli, Michael Ronda, Lionel Ferro e Gastón Vietto)                                                                                          | Sebastian Carlos Mellino • Pablo Nicolas Correa • Oscar Alejandro Vergara Becerra | 2:40    |  |
| 13. | "Princesa" (Ruggero Pasquarelli) | Sebastian Carlos Mellino • Pablo Nicolas Correa • Oscar Alejandro Vergara Becerra | 3:13    |  |

#### Disco 2
| N.º | Título | Compositor(es)                                                                                              | Duração |  |
| 1.  | "Footloose" (Karol Sevilla, Valentina Zenere, Ruggero Pasquarelli, Michael Ronda, Chiara Parravicini, Jorge Lopéz, Ana Jara, Lionel Ferro, Gastón Vietto, Carolina Kopelioff, Agustín Bernasconi, Malena Ratner & Katja Martínez)                      | Dean Pitchford • Kenny Logins                                                                               | 3:13    |  |
| 2.  | "Sólo para Ti" (Karol Sevilla) | Maria Florencia Ciarlo Federico San Milan Eduardo Emilio Frigeiro                                           | 3:37    |  |
| 3.  | "Catch Me If You Can" (Valentina Zenere) | Stefan Skarbek Maria Florencia Ciarlo Federico San Milan Eduardo Emilio Frigeiro Ariel Levitan Jon Castelli | 3:18    |  |
| 4.  | "Pienso" (Gastón Vietto, Michael Ronda & Lionel Ferro) | Sebastian Carlos Mellino • Pablo Nicolas Correa • Oscar Alejandro Vergara Becerra                           | 3:39    |  |
| 5.  | "Andaremos" (Karol Sevilla & Michael Ronda) | Sebastian Carlos Mellino • Pablo Nicolas Correa • Oscar Alejandro Vergara Becerra                           | 4:20    |  |
| 6.  | "Allá Voy" (Ruggero Pasquarelli) | Ruggero Pasquarelli                                                                                         | 3:07    |  |
| 7.  | "No Te Pido Mucho" (Karol Sevilla) | Maria Florencia Ciarlo Federico San Milan Eduardo Emilio Frigeiro                                           | 3:33    |  |
| 8.  | "Stranger" (Ruggero Pasquarelli) | Jess Cates • Jordan Mohilowski • Dan Ostebo                                                                 | 3:12    |  |
| 9.  | "Aquí Estoy" (Ruggero Pasquarelli & Agustín Bernasconi) | Federico Agustin Vilas • Mauro Bruno Franceschini Campo                                                     | 2:32    |  |
| 10. | "Yes, I Do" (Chiara Parravacini) | Bruno Martini • Mayra Arduini • Eduardo Camargo                                                             | 3:21    |  |
| 11. | "Yo Quisiera" (Michael Ronda) | Federico Agustin Vilas • Mauro Bruno Franceschini Campo                                                     | 3:42    |  |
| 12. | "Siempre Juntos (Versão Grupal)" (Karol Sevilla, Michael Ronda, Ruggero Pasquarelli, Chiara Parravicini, Valentina Zenere, Katja Martínez, Carolina Kopelioff, Agustín Bernasconi, Gastón Vietto, Malena Ratner, Ana Jara, Lionel Ferro & Jorge Lopéz) | Maria Florencia Ciarlo Federico San Milan Eduardo Emilio Frigeiro                                           | 4:18    |  |

### Edição para Alemanha[4]

#### Disco 2
| N.º | Título                                        | Compositor(es) | Duração |  |
| 13. | "Flügel" (Celine, Denise, Lisa, Malisa & Pia) |                |         |  |
| 14. | "Sei mutig" (Pia)                             |                |         |  |
| 15. | "Alas (Instrumental Version)"                 |                |         |  |
| 16. | "Sobre ruedas (Instrumental Version)"         |                |         |  |
| 17. | "La Vida es un Sueño (Instrumental Version)"  |                |         |  |
| 18. | "Valiente (Instrumental Version)"             |                |         |  |
| 19. | "Mírame a mí (Instrumental Version)"          |                |         |  |
| 20. | "Fush, ¡Te Vas! (Instrumental Version)"       |                |         |  |

### Edição para Europa

#### Disco 2
| N.º | Título                                        | Compositor(es) | Duração |  |
| 13. | "Flügel" (Celine, Denise, Lisa, Malisa & Pia) |                |         |  |
| 14. | "Sei mutig" (Pia)                             |                |         |  |
| 15. | "Alas (Instrumental Version)"                 |                |         |  |
| 16. | "Sobre ruedas (Instrumental Version)"         |                |         |  |
| 17. | "La Vida es un Sueño (Instrumental Version)"  |                |         |  |
| 18. | "Valiente (Instrumental Version)"             |                |         |  |
| 19. | "Mírame a mí (Instrumental Version)"          |                |         |  |
| 20. | "Fush, ¡Te Vas! (Instrumental Version)"       |                |         |  |

### Edição para Italia

#### Disco 2
| N.º | Título                                            | Compositor(es) | Duração |  |
| 19. | "Sei Unica" (Karol Sevilla & Ruggero Pasquarelli) |                | 3:06    |  |

## Posicionamento
| Chart (2017)                          | Posição |
| ------------------------------------- | ------- |
| Áustria (Ö3 Austria Top 40)           | 17      |
| França (SNEP)                         | 56      |
| Alemanha (Offizielle Deutsche Charts) | 32      |
| Espanha (PROMUSICAE)                  | 5       |